# Contomastix
Contomastix es un género de lagartos de la familia Teiidae. El género es endémico de América del Sur.

## Especie
El género Contomastix contiene las siguientes seis especies reconocidas, que se listan alfabéticamente.
- Contomastix celata Cabrera, Carreira, Di Pietro, & Rivera, 2019
- Contomastix lacertoides (A.M.C. Duméril & Bibron, 1839) – Bibron's whiptail
- Contomastix leachei (Peracca, 1897)
- Contomastix serrana (Cei & Martori, 1991)
- Contomastix vacariensis (Feltrim & Lema, 2000)
- Contomastix vittata (Boulenger, 1902)

Obsérvese que una autoridad binomial entre paréntesis indica que la especie fue originalmente descrita en un género diferente a Contomastix.

## Lectura adicional
- Harvey, Michael B.; Ugueto, Gilson N.; Gutberlet, Ronald L. (2012). "Review of Teiid Morphology with a Revised Taxonomy and Phylogeny of the Teiidae (Lepidosauria: Squamata)". Zootaxa 3459: 1@–156. (Contomastix, new genus, p. 112).

- Datos: Q11847933
- Multimedia: Contomastix / Q11847933
- Especies: Contomastix